# Freelandville
Freelandville – jednostka osadnicza w Stanach Zjednoczonych, w stanie Indiana, w hrabstwie Knox.